# 塔奇拉州
塔奇拉州（西班牙語：Estado Táchira）是委內瑞拉西南部的一個州，位於安第斯山脈上，西鄰哥倫比亞。面積11,100平方公里，2007年人口1,177,300人。首府聖克里斯托瓦爾。
1899年建州。下分二十九個自治市。